# Metropolia Tijuana
Metropolia Tijuana – metropolia Kościoła rzymskokatolickiego w Meksyku. Erygowana w dniu 25 listopada 2006 roku. W skład metropolii wchodzi 1 archidiecezja i 3 diecezje.
W skład metropolii wchodzą:
- Archidiecezja Tijuana
  - Diecezja Ensenada
  - Diecezja La Paz en la Baja California Sur
  - Diecezja Mexicali